# Landschapskunst

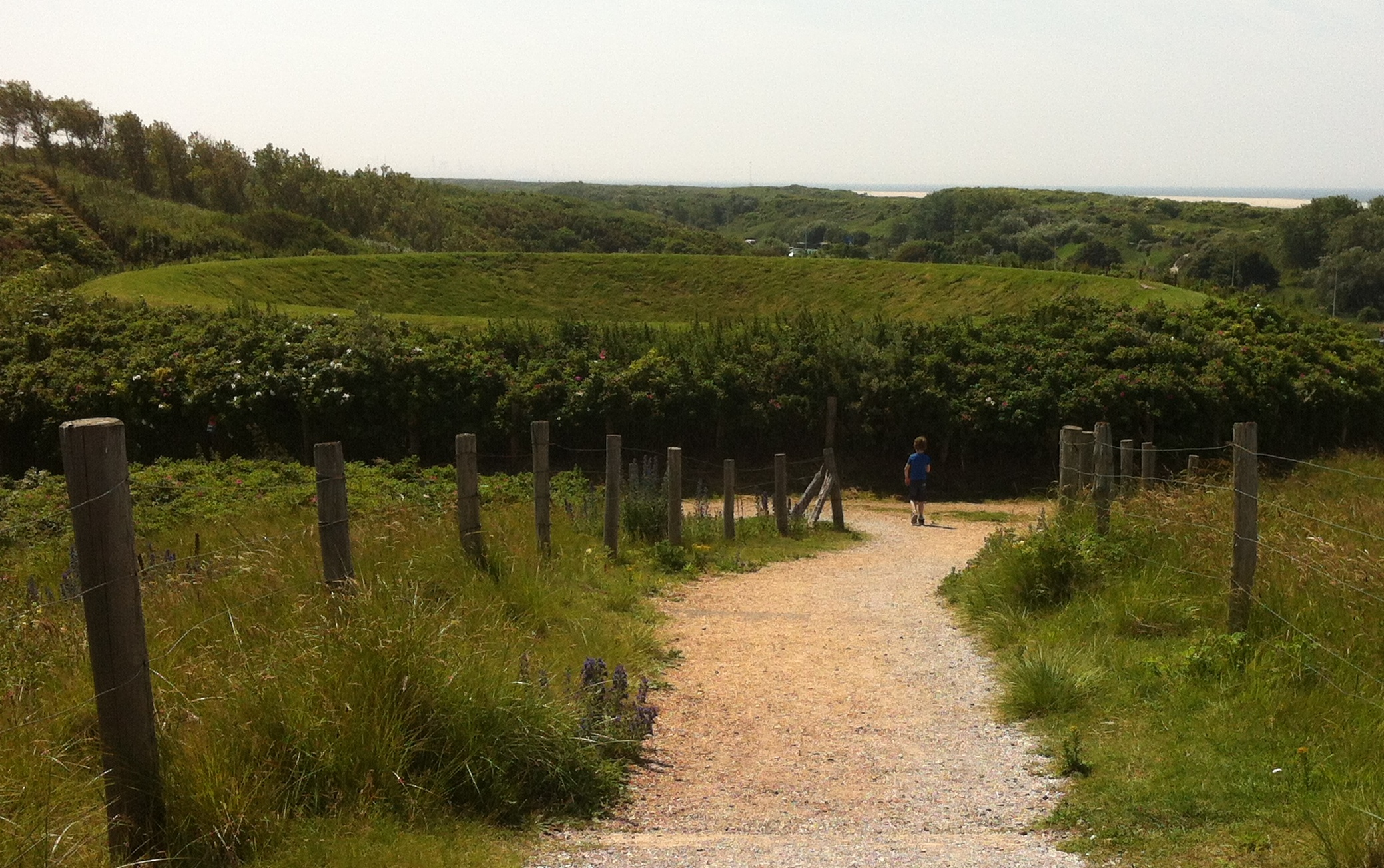
Hemels Gewelf, James Turrell 1996, Kijkduin, Den Haag

Landschapskunst (Engels: land art) is een van de beeldende kunsten. Landschapskunst is een kunstvorm/kunststroming die inspeelt op landschapskenmerken en waarbij het landschap wordt gemanipuleerd waardoor er een nieuwe beleving ontstaat van de ruimte.
Aanverwante benamingen voor deze kunststroming zijn earth art en omgevingskunst. Landschapskunst kan gezien worden als een bijzondere vorm van ecological art of environmental art, waarbij de hele natuur in de kunst opgenomen wordt. De benaming "land art" is afkomstig van een Duitse televisiefilm uit 1969 waarvoor de opnamen in Californië en Nederland plaatsvonden.

## Geschiedenis en relatie met andere kunstvormen
De Nazcalijnen zijn vermoedelijk tussen 200 voor en 900 na Chr. gemaakt in het Peruaanse landschap.
Na 1900 vond samen met de individualisering van de kunst ook een sterke commercialisering plaats. De kunst situeerde zich in de eerste helft van de 20e eeuw praktisch uitsluitend in galerieën en musea in grote steden. In de jaren 60 van de 20e eeuw wilden sommige kunstenaars zich bevrijden van de banden van de traditionele beeldhouwkunst. Zij trokken uit de steden en gingen de dialoog aan met de natuur. Het kwam opnieuw tot een opleving waarbij kunstenaars ingrepen aanbrachten in een landschap. Onder meer door het graven van grachten en kuilen, het aanleggen van ophopingen op akkers en weiden en het geordend storten van keien op een wateroppervlak. Men wil daarbij de menselijke aanwezigheid duidelijk uitdrukken en stellen dat de mens door de omgevingsverandering de natuur in bezit neemt.
Landschapskunst betekende geen totale breuk met voorgaande stijlen, aangezien er verschillende verbanden met eerdere stromingen bestaan. Veel kunstenaars van de land art hadden reeds ervaring opgedaan in de minimal art, een stroming waarin de omgeving vaak al een belangrijk element was voor de juiste ervaring van het kunstwerk.
Het werken met materialen rechtstreeks uit de natuur was eveneens niet nieuw. In de arte povera werden bescheiden materialen zoals zand, aarde, hout en steen gebruikt om een direct verband te zoeken tussen natuur en cultuur.
De landschapskunstenaars stelden zich ook vragen omtrent de begrippen 'kunst' en 'creativiteit'; zij vroegen zich af of een kunstenaar wel talent moest hebben om kunst te scheppen. Daarom is de link met de conceptuele kunst zo groot, vooral bij de kunstenaars die hun landschapsveranderingen kwamen voorstellen in de galerieën.
Sommige kunstenaars bleven vasthouden aan de galerie en brachten de natuur naar binnen. Zo legde Walter De Maria een vloer van aarde aan in een appartement in een grote stad. Andere artiesten eigenden zich de grootst mogelijke ruimte toe en trokken naar verlaten plekken om teruggetrokken in de vrije natuur kunst te scheppen. Er is dus duidelijk een mystiek en romantisch aspect aan deze kunstbeweging.
Landschapskunstenaars werkten met natuurlijke processen die vaak een vernietigende invloed op het kunstwerk hebben, bijvoorbeeld door getijden en erosie. De vergankelijkheid van de kunst was vaak een ingecalculeerd gegeven. Zo groef in "Double Negative" de Amerikaan Michael Heizer in een verlaten streek, 240 000 ton aarde uit in de vorm van een gracht van 450 m lang, 9 m breed en 15 m diep. Het geheel werd overgelaten aan de inwerking van de natuurkrachten.
Deze vergankelijkheid had, samen met de vaak afgelegen locatie van het werk, een belangrijke invloed op de beleving van het landschapskunstwerk. De kijker kreeg het echte werk niet te zien, tenzij deze de moeite nam een reis te ondernemen. Om het grote publiek toch kennis te laten maken met het werk, exposeerde de artiest foto’s en videomateriaal. Veel landschapskunstenaars waren bijgevolg ook bezig met film en fotografie.
De tentoonstelling van dit soort beeldmateriaal doet denken aan de conceptuele kunst. In zekere zin staat dit op gespannen voet met het principe van de landschapskunst. Waar het oorspronkelijk de bedoeling was zich af te zetten tegen de commercialisering van de kunst, probeerden de artiesten op deze manier hun werken toch te verkopen.
Via interactie en toevoegingen ging men de confrontatie met de natuur aan. Tijd en ruimte zorgden dat het publiek nauwelijks rechtstreeks van de werken kon genieten. Daarom waren de artiesten vaak genoodzaakt terug te keren naar hun wortels binnen de conceptuele kunst en exposities te organiseren om de benodigde financiële middelen te verwerven. Zo maakt Richard Long lange wandelingen in de natuur en doet daarvan verslag in musea door middel van ingelijste foto's, in bepaalde configuraties neergelegde stenen en moddertekeningen. Ook Andy Goldsworthy documenteert zijn poëtische ingrepen in de natuur door middel van foto's en video's.

## Vormen van landschapskunst

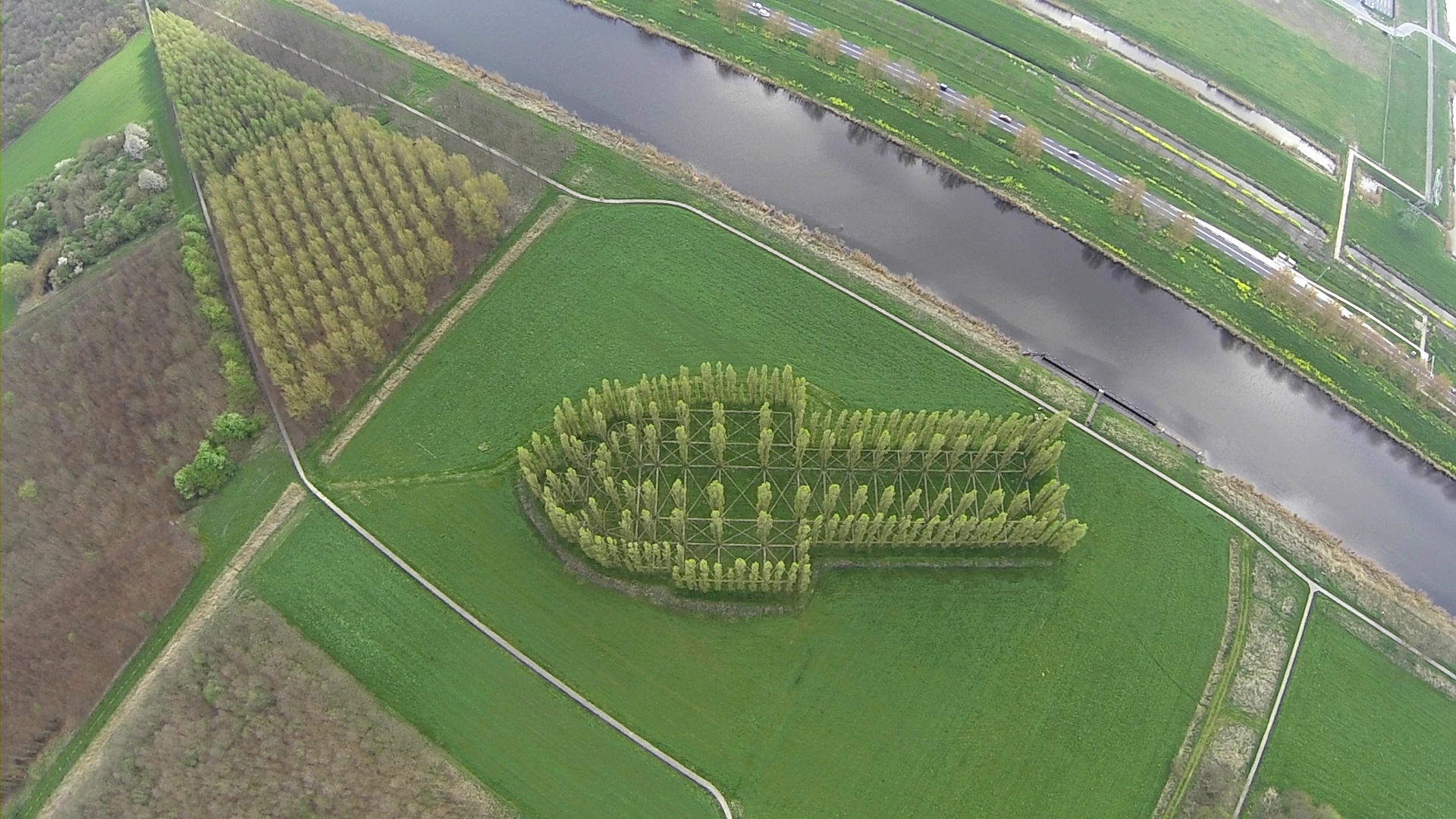
Marinus Boezem: De Groene Kathedraal, 1987, Almere-Haven; bomen vormen de plattegrond van de kathedraal van Reims en ernaast de contouren uitgespaard in een bos

Binnen de landschapskunst zijn er grofweg drie basisvormen te onderscheiden: weglatingen uit het landschap, toevoegingen aan het landschap en acties in het landschap. Combinaties zijn hierbij mogelijk.
- Met weglatingen maakte men als het ware een negatieve afdruk in het landschap. Dit kon bestaan uit enorme kuilen, grachten of wallen die bijvoorbeeld met bulldozers en graafmachines in (abstracte) formaties geplaatst werden. De patronen hoefden niet noodzakelijk geometrisch te zijn. Voorbeelden van zulke artiesten zijn Robert Morris, Michael Heizer, Micha Ullman en Robert Smithson met zijn Spiral Jetty in het Great Salt Lake in Utah.

- De toevoegingen bestonden uit onnatuurlijke elementen, geplaatst in het landschap. Hier vormde de interactie tussen de natuur en het geplaatste object de essentie van het kunstwerk. Een voorbeeld is de spiegeltoren in de Sahara van Heinz Mack.

- Bij de derde vorm is de interactie tussen kunstenaar en natuur sterk voelbaar. Het landschap vormde immers een noodzakelijk decor voor een door de kunstenaar zelf uit te voeren actie. Naast ruimte is hier tijd als element van belang. Ook met natuurlijke, tijdsgebonden processen zoals eb en vloed moest rekening gehouden worden. Voorbeeld: een wandeling tussen twee krijtlijnen door artiest Walter De Maria.

## Landschapskunstenaars/kunstenaars met landschapskunstwerken
Een bekende kunstenaar die ingrepen verrichtte in de natuur is Christo, maar naar diens eigen zeggen is zijn werk niet bedoeld als land art. Ook het project 7000 Eichen van Joseph Beuys zou gezien kunnen worden als een vorm van land art, hoewel het bovenal een manifestatie is van zijn verdergaande ideeën over 'sociale sculptuur'. James Turrell is een pure land art-kunstenaar die grote werken uitvoert in een krater van een uitgedoofde vulkaan, de Roden Crater in Arizona. Andere land art-kunstenaars zijn: Andy Goldsworthy Jan Dibbets, Ids Willemsma, Robert Smithson, Dennis Oppenheim, Alan Sonfist, Alfio Bonanno, Chris Drury, Richard Harris, Nils-Udo, Hannsjörg Voth en Stanley Brouwn.

## Galerij van werken in Nederland

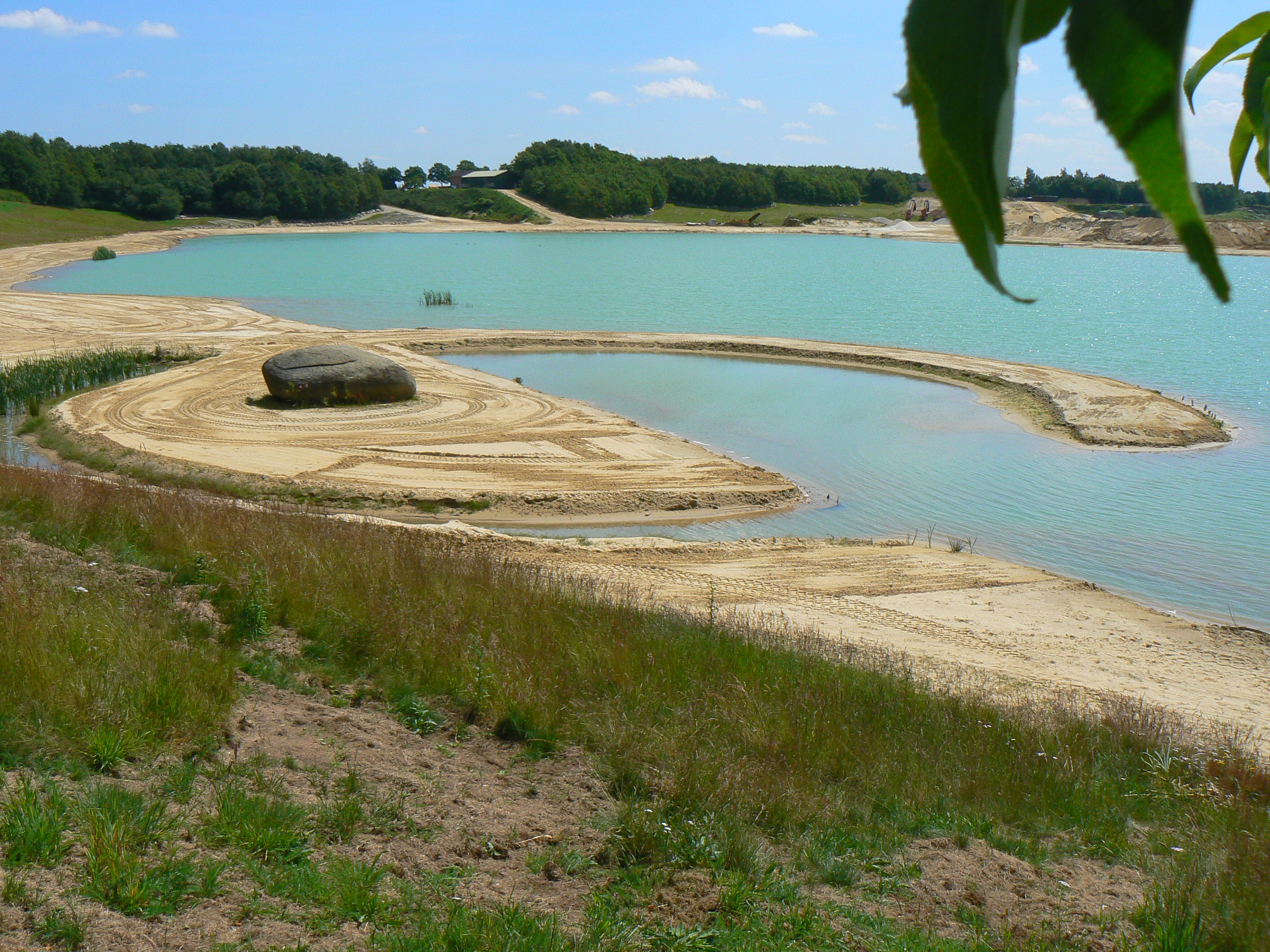
Robert Smithson: Broken Circle and Spiral Hill, Emmerschans (Emmen, Nederland)
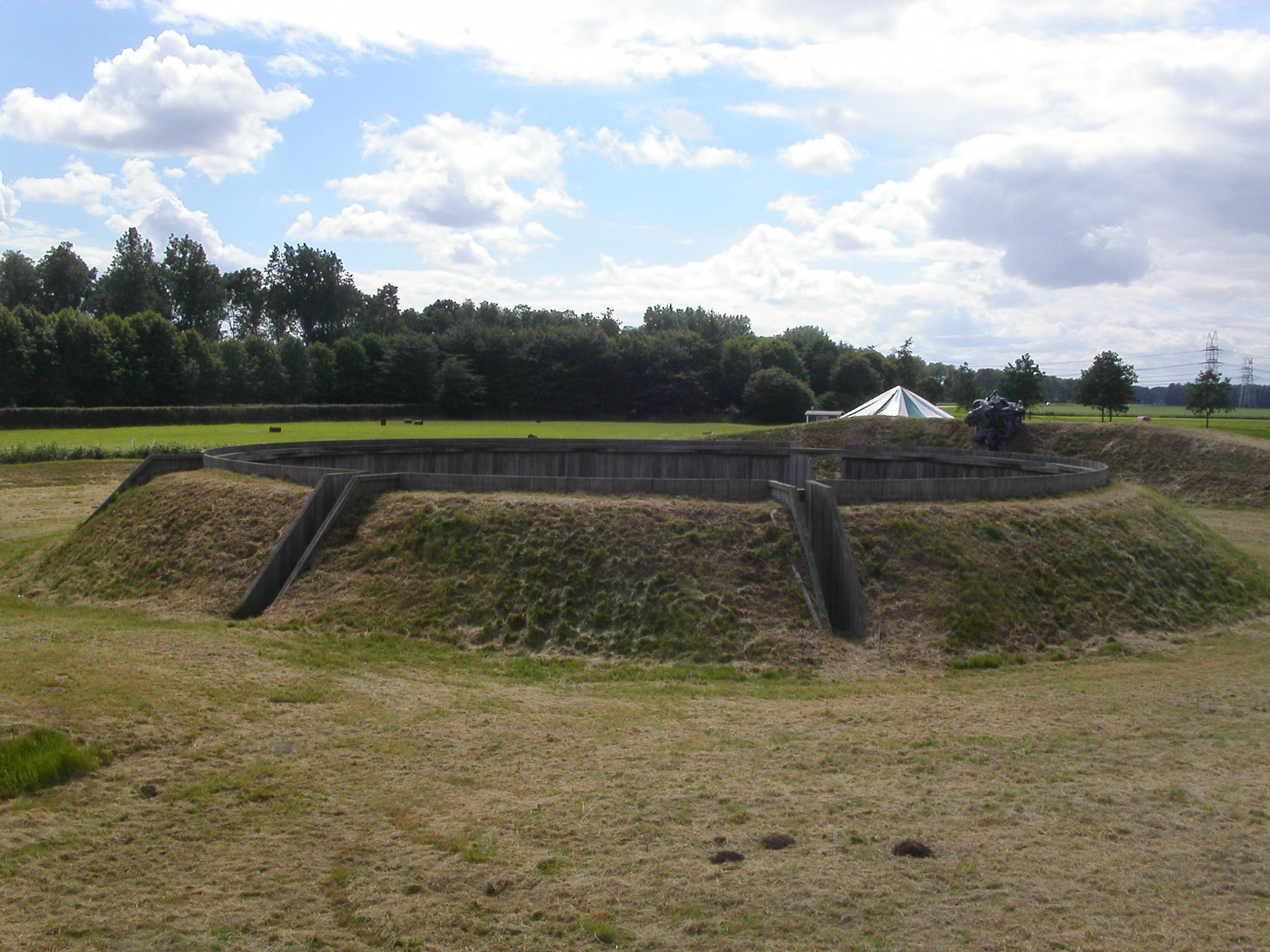
Robert Morris: Observatorium, 1971-1977, Lelystad
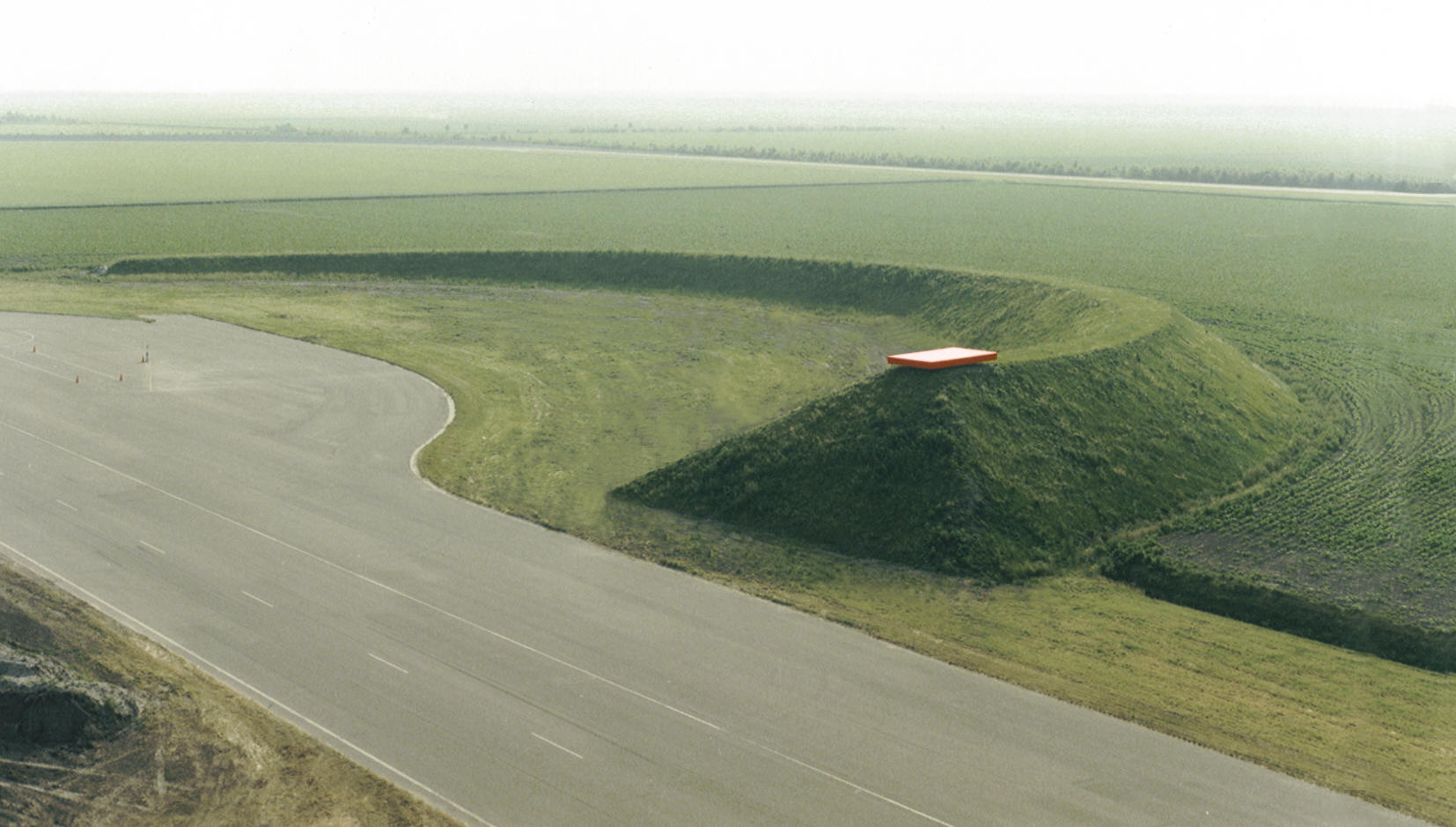
Lucien den Arend: kunstproject, 1985, Lelystad
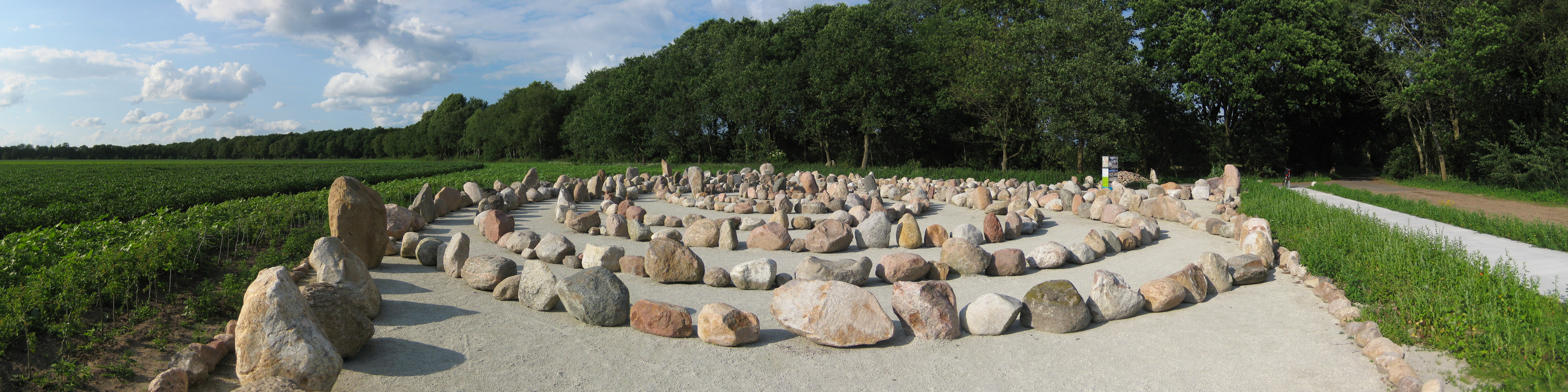
Derk den Boer: Meisje van Yde, 2010, Yde; maakt deel uit van Gebroken Cirkel (Yde)
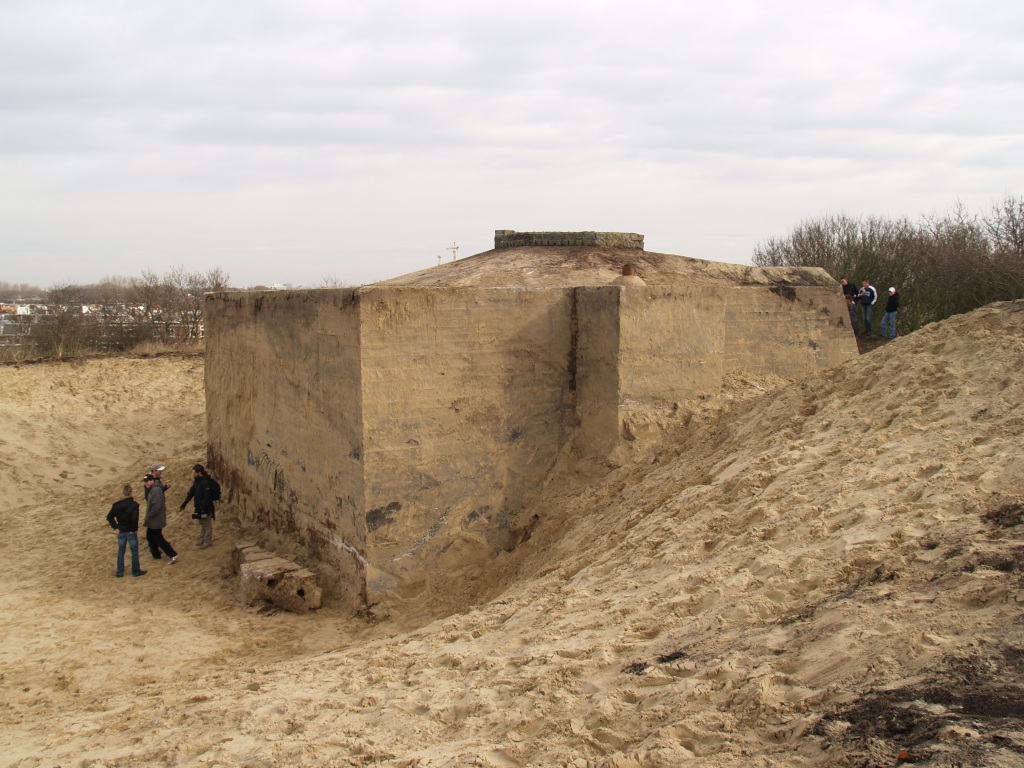
Cyprien Gaillard: project Dunepark, 2009, Scheveningen
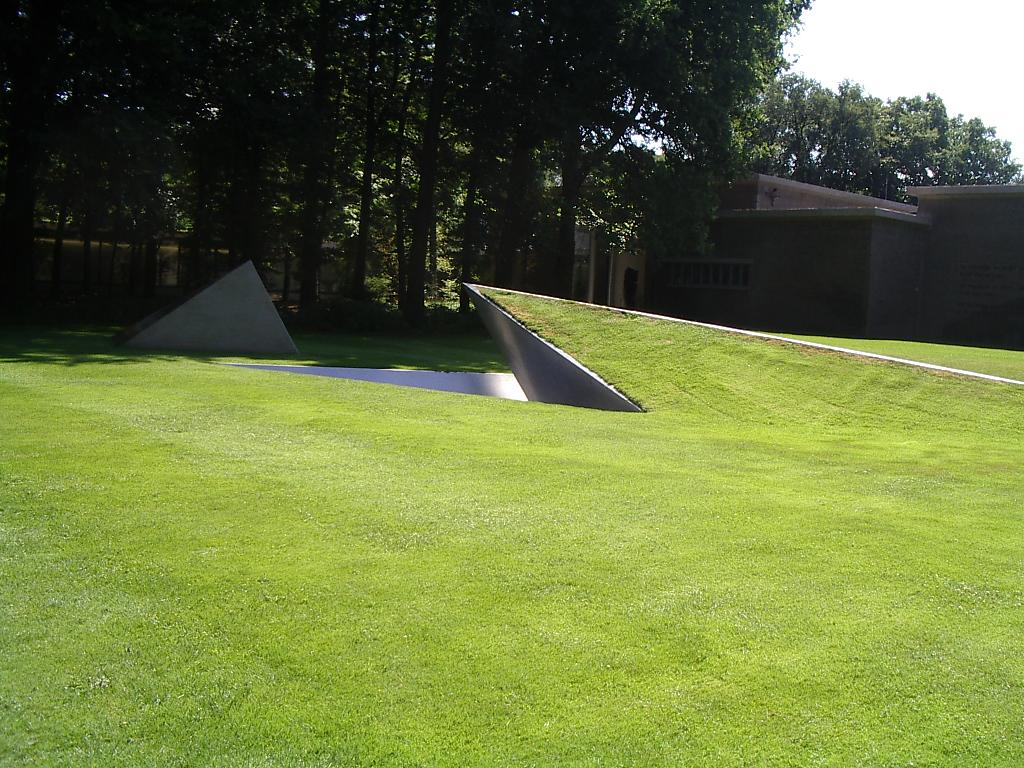
Piet Slegers: Sculptuur Landschaps-Zonneproject, 1979, Kröller-Müller Museum
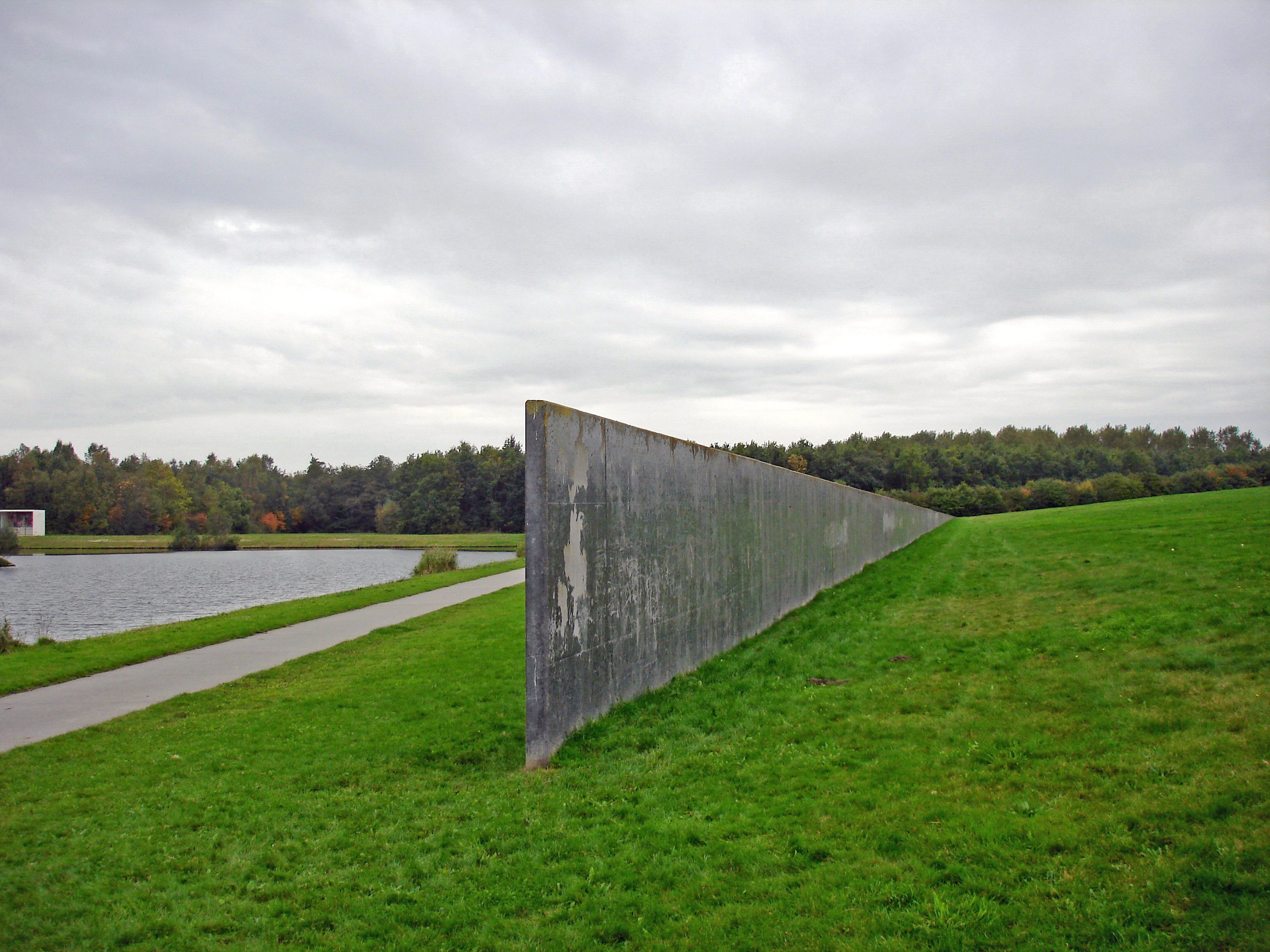
Richard Serra: Sea Level, Zeewolde, 1996
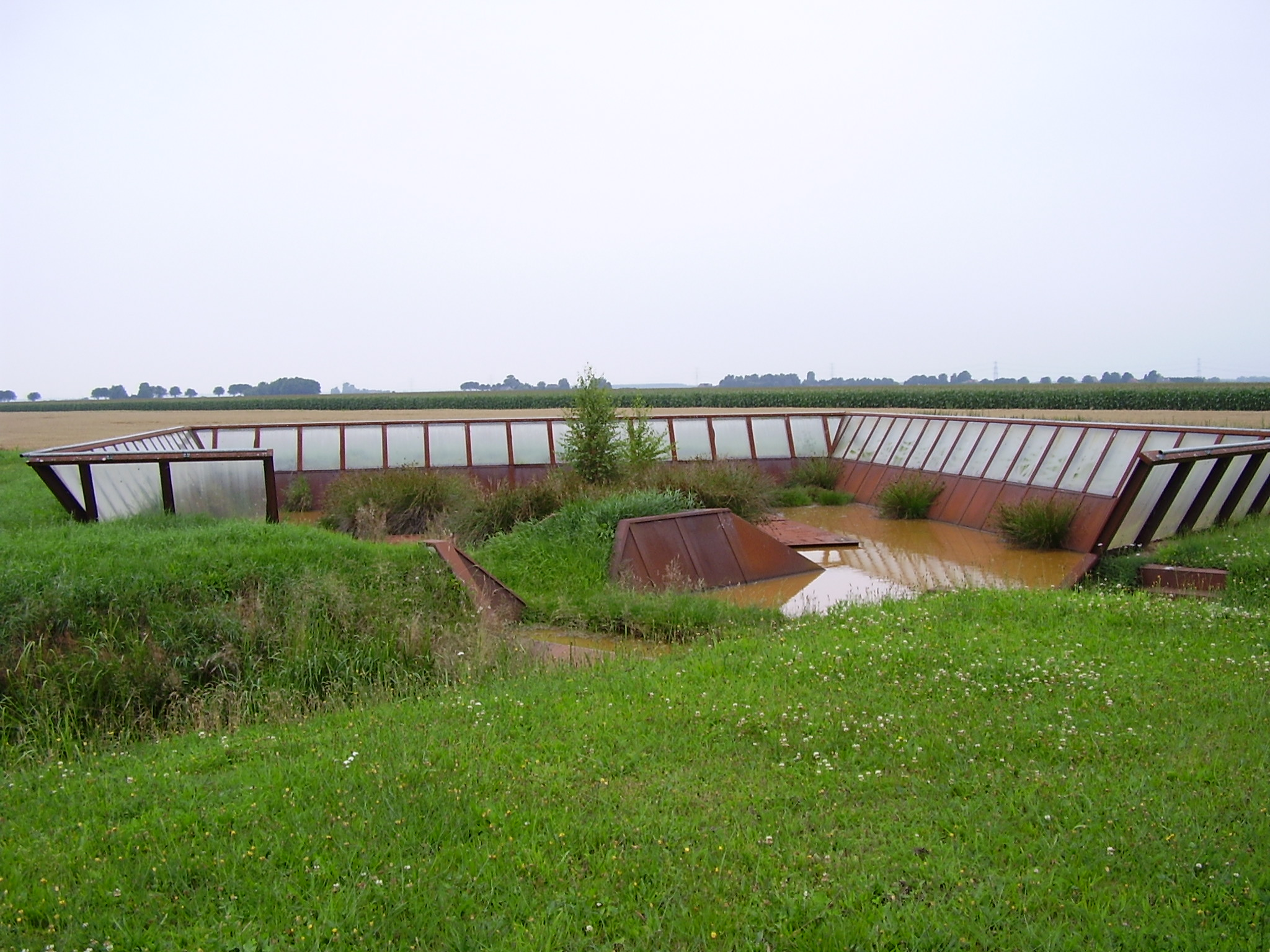
Jeroen van Westen: Fort voor het water, tussen Emmer-Compascuum en Roswinkel
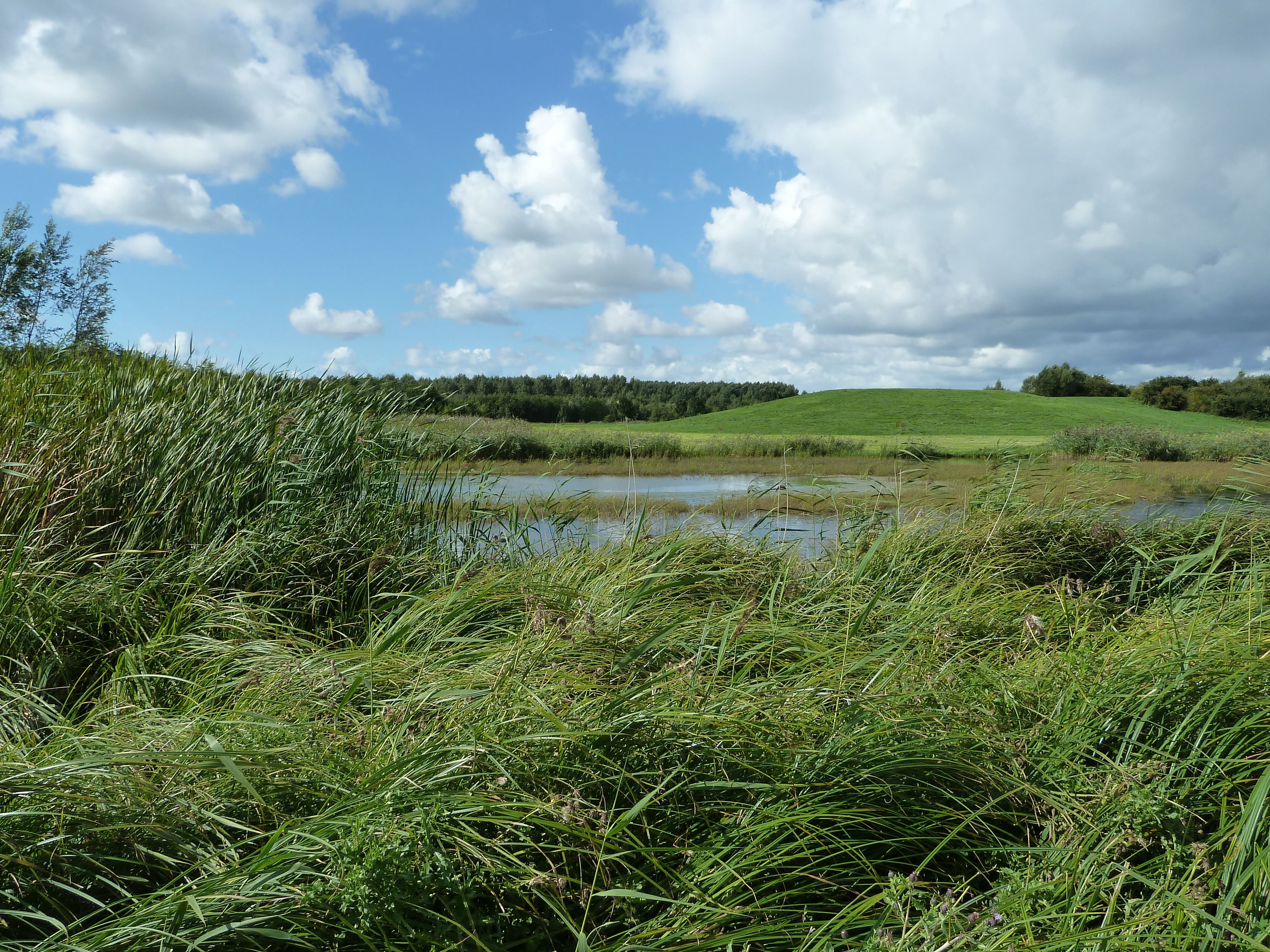
Moeder Aarde, Abtswoudse Bos (Delft). Heuvels in de vorm van een vrouwenlichaam.
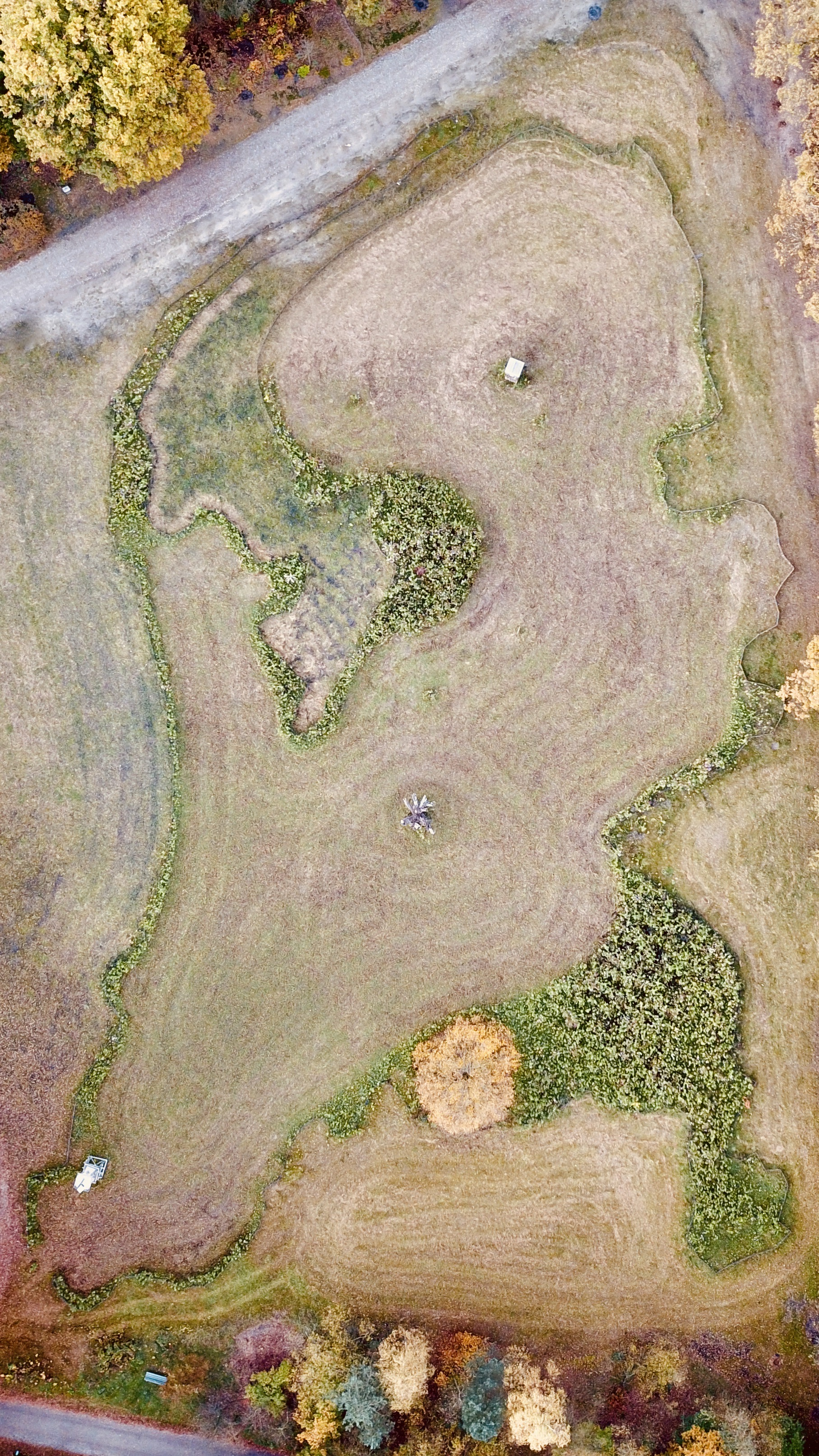
Kaart van Nederland, gerealiseerd op RCN het Grote Bos in Doorn (Utrecht)
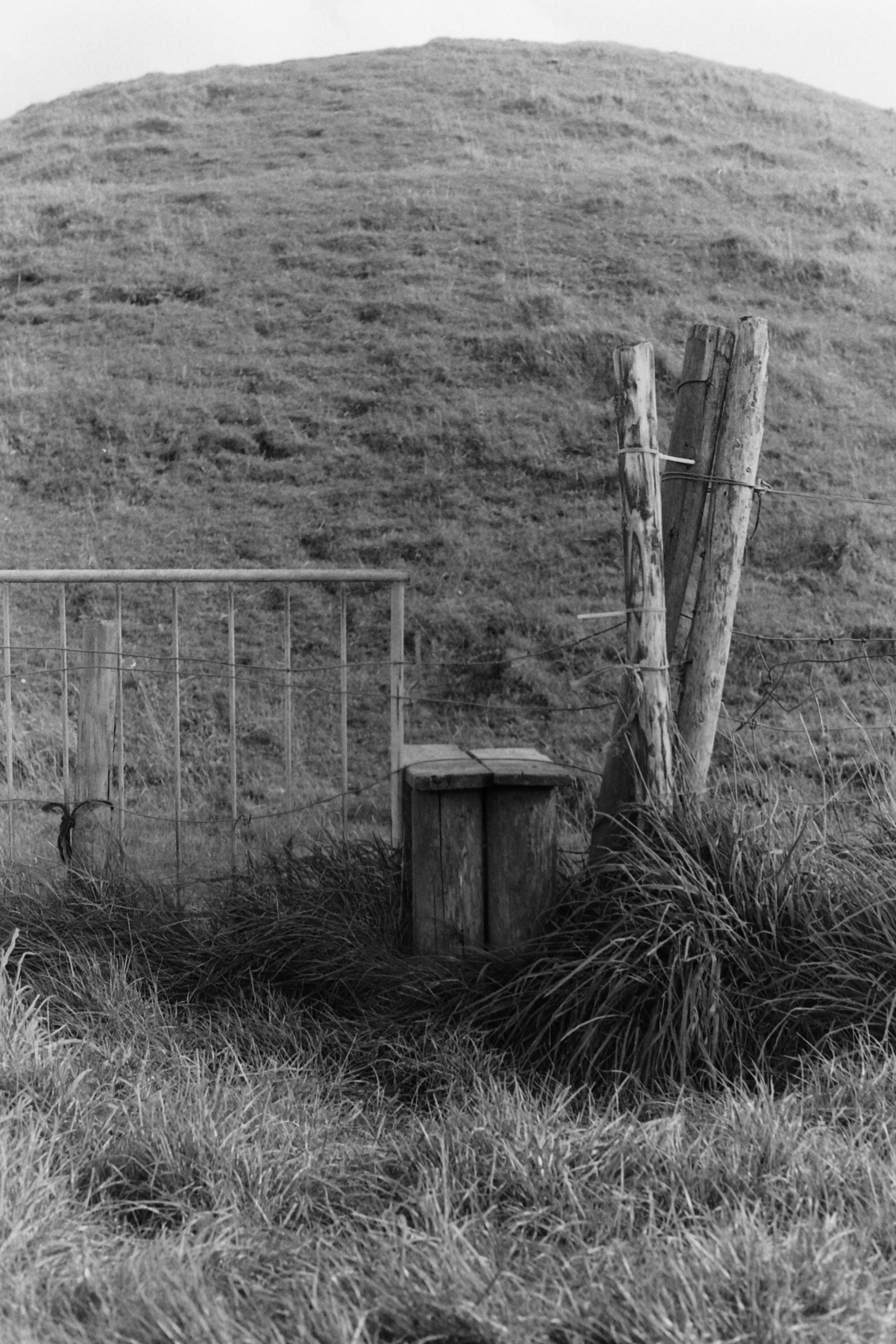
Bos met Geluidswal bij Faneker door Krijn Giezen

## Galerij van werken elders

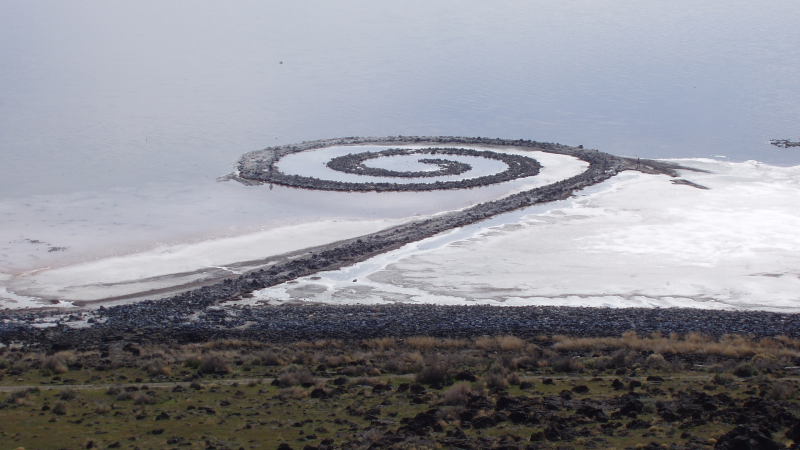
Robert Smithson: Spiral Jetty, 1970
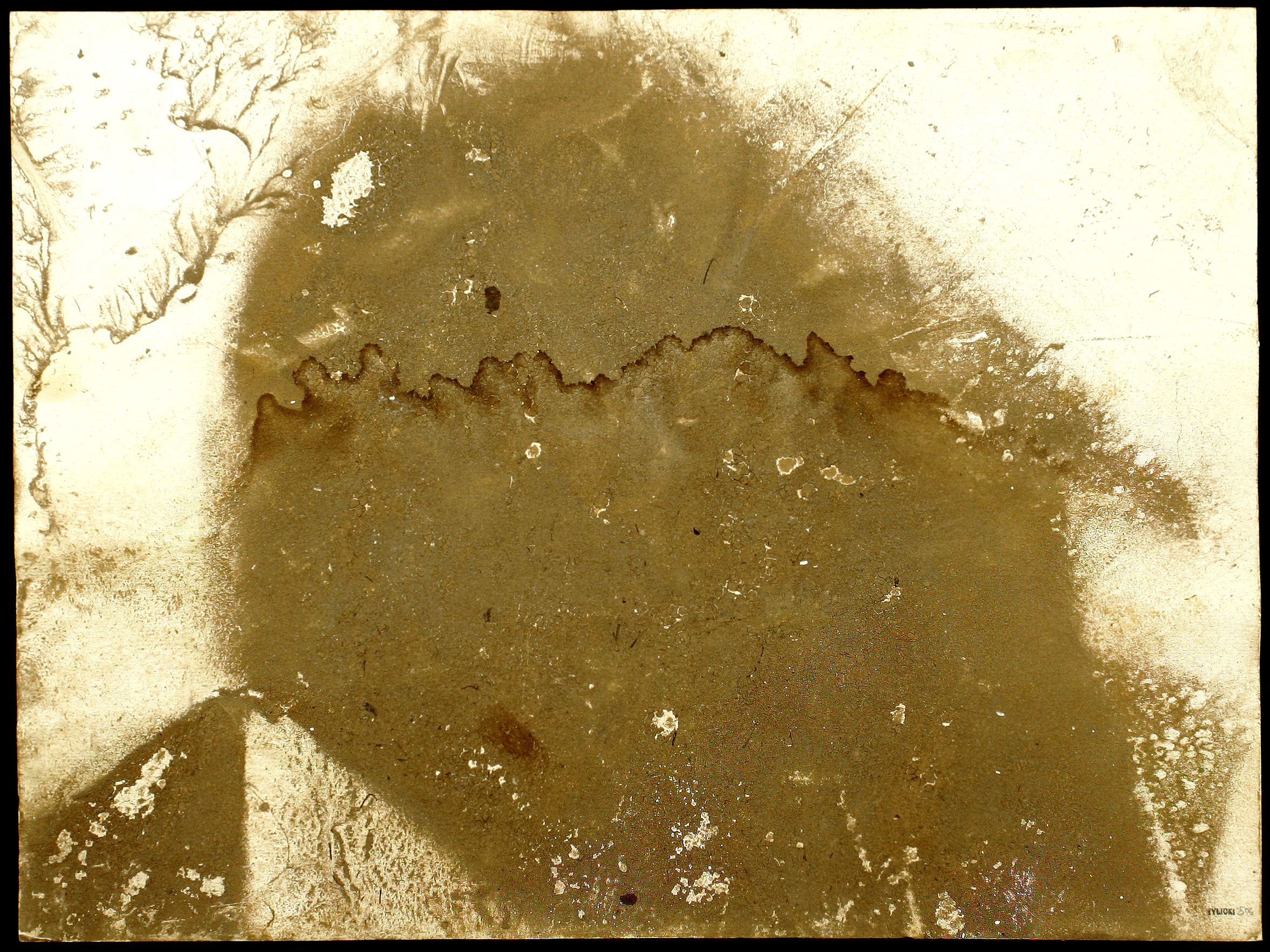
Natural Art Nr. 506. Op een rivieroever na 4 dagen. Door Jacek Tylicki, Nabij Lund, Zweden, 1981.
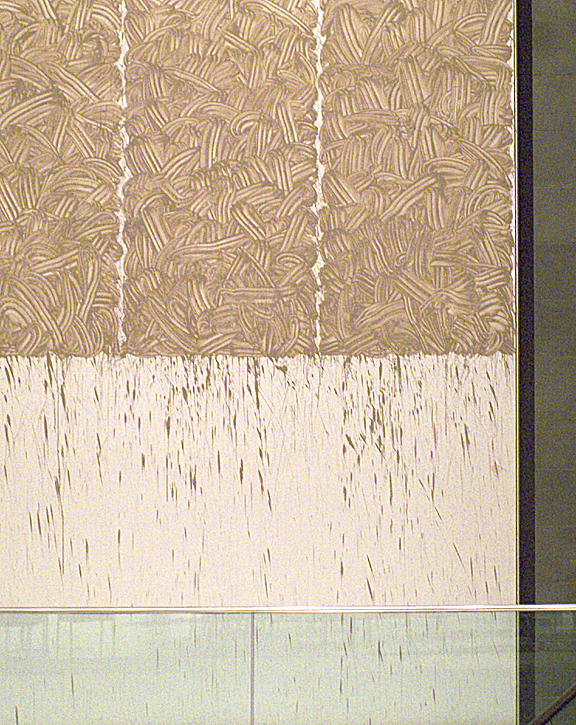
Richard Long: Riverlines (detail)
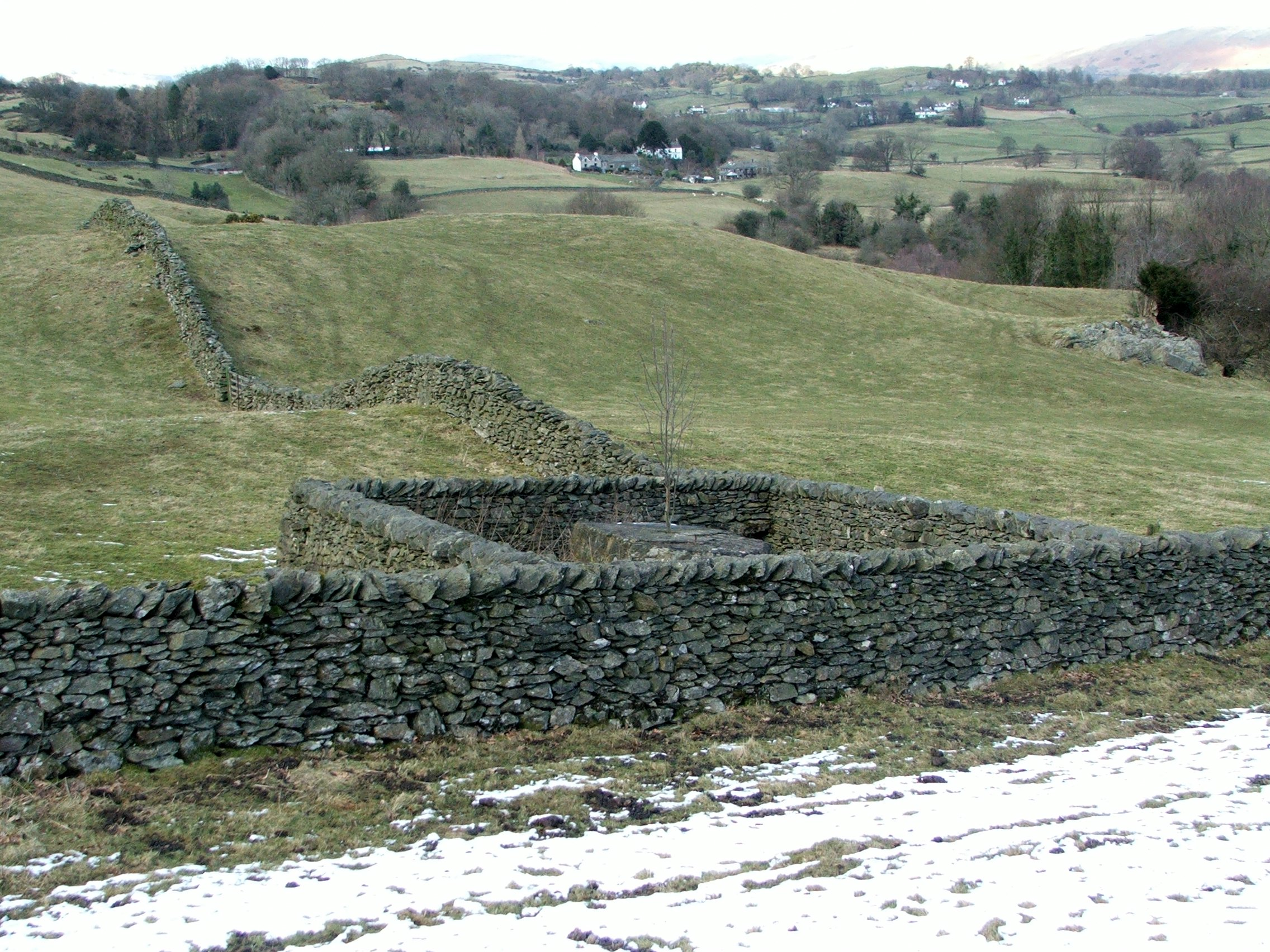
Andy Goldsworthy: Fold 1
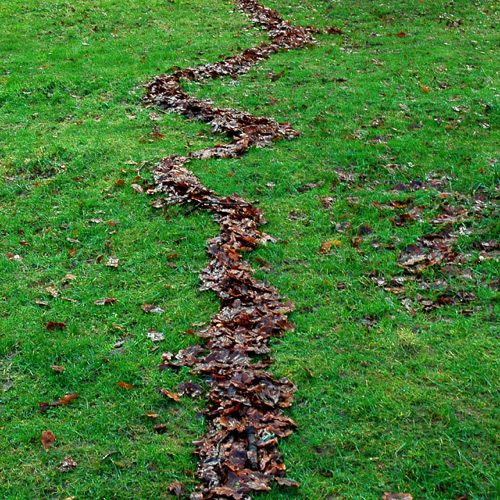
Landschapskunst in Wales